# Marcel Bălan
Mihaela și Marcel BĂLAN – ”istoric artistic” 
Fiind un autodidact în a studia acest minunat instrument, chitara, de mic am am învățat să cânt cu muzică folk-pop și nu numai. Primii pași în muzica de suflet au fost în activitățile cultural artistice și cenaclu desfășurate în anii de liceu. Prima apariție pe o scenă importantă a fost în ultimul an de liceu în cadrul „Cenaclului Flacăra”, desfășurat pe stadionul municipal ”23 August” Bacău cum era denumit în anul 1984. S-a făcut o selecție a tinerelor talente băcăuane, în culisele stadionului, de către poetul Adrian PĂUNESCU. Am fost selectat și a urmat apariția în fața publicului, am fost marcat de o emoție puternică, dar am avut un succes răsunător fiind acompaniat de formația ”Flacăra Pop”, fără a ști că se va întâmpla această intervenție a profesioniștilor din această trupă.
Am urmat o viață cazonă, grea dar frumoasă, cu privațiuni și momente inedite. Elev fiind, am fost selectat în  Grupul folk „Cetatea”, din cadrul Școlii Militare de Ofițeri Activi de Transmisiuni, Comunicații și Informatică “Decebal” din Sibiu, promoția 1988.
Am  participat la multe spectacole, cel mai important rămânând Festivalul National “Cântarea României”, astfel că în perioada 1985-1988 Grupul Folk Cetatea a obținut locul întâi la toate fazele naționale. Apogeul activității grupului a fost în anul 1987 când grupul folk Cetatea a câștigat etapa finală a Festivalului Național Cântarea României, concursul fiind difuzat la TVR în cadrul emisiunii dedicate Zilei Armatei din 25 octombrie aceluiași an, inițiatorul și conducătorul grupului folk de atunci fiind Plt. Gheorghe Constantin (Padre), cum îi spuneam noi.
Paralel cu activitatea din cadrul Festivalului Național "Cântarea României", am participat la Festivalul de muzică folk "Mediaș Cetate Seculară", câștigând Premiul I și Premiul special al juriului. Am activat în cadrul grupului montan Olimp al Fabricii Independența din Sibiu, participând la concursurile de muzică folk cu tematică montană. În perioada următoare am luat parte la o serie de manifestări culturale, cum ar fi: Lira Carpatină, Floare de colț, Ștafeta Munților, Lira Călătorului, Lira Litoralului, Toamna Sibiană, Baladele Dunării, Mediaș Cetate Seculară – ediția a 28-a din 2011,“Zilele Tineretului” de la Cugir în 2015, Remember Vali Sterian, ediția a 16-a,  Galele Naționale de Folk ”Spirit Românesc” – Gheorgheni 2018 și 2019, Concertul “România milenară” – Bacău, 23 iunie 2018, Festivalul Național “Dăm Folk” de la Tașca - 2018, Regal de muzică și poezie ”Trubaduri prin fulgi de nea” -2019 - la Biblioteca județeană ”Antim Ivireanul” Vâlcea și nu în ultimul rând la ”Salonul de folk si blues” de la Bacău, unde am pus umărul la organizarea și desfășurarea la un nivel înalt al Salonului de Folk și Blues în cele patru ediții - 2016, 2017, 2018, 2019. Manifestările au fost promovate de-a lungul timpului în presă și la diferite televiziuni. 
Am înființat în anul 1989 un grup folk la Baza 95 Aeriană din Bacău purtând numele de Grupul folk ”Senin”, despre care s-a scris mult în presa locală. Am organizat spectacole, participând ca actor și ca folkist, cu diferite ocazii cum ar fi: Ziua Națională a României, Unirea Principatelor Române, Zilele Eminesciene, Ziua Femeii, Ziua Drapelului, Ziua Armatei, spectacole susținute pe scena Cercului Militar Bacău, scena Bazei 95 Aeriană, Teatrului ”Bacovia”, Teatrului de  vară ”Radu Beligan” sau în aer liber în Piața Tricolorului Bacău.   
Sunt mândru de realizările din planul artistic, având în palmares peste 30 de melodii compuse, cu versuri și muzică proprii și mai ales, că am putut pune umărul la susținerea muzicii folk.
```
Un vis împlinit pentru mine o reprezintă și realizarea primului album
```

”Zbor spre inima ta”
```
pe care l-am realizat cu forțe proprii, organizând la mine acasă un ”studio de înregistrări” mixând și masterizând melodiile, la îndemnul MAESTRULUI Rudy Lobel care-mi propusese, că dacă nu reușesc să înregistrez acest album atunci îl va produce la el in studio lui din Germania, gratuit. El promovându-ne muzica la postul lui de radio ”Radio Power Love” și chiar am avut interviu și propria noastră emisiune . Acest lucru m-a surprins, cum de mai sunt artiști în lumea aceasta care nu cer bani pentru diferite servicii, totodată m-a  onorat și m-a  motivat. Acum după cum vedeți a ieșit și cel deal doilea album al nostru ”Nimic nu-i veșnic”, da într-adevăr în viață așa este dar totuși muzica pe care am compus-o din adâncul sufletului va rămâne VEȘNIC. 
```

Acum sufletu-mi este plin fiindcă în urmă cu ceva vreme, în consiliul de familie, s-a hotărât formarea duetului “Mihaela și Marcel Bălan”. Suntem deosebit de bucuroși când suntem invitați și putem cânta și încânta cu chitara, muzicuța, ”Bocănilă” și vioara fermecată melodii care sensibilizează un public minunat. Nu demult a apărut un nou instrument în duetul nostru, MANDOLINA la care Mihaela mă surprinde din nou ”jucându-se la ea într-un mare fel.
Nu în ultimul rând trebuie să menționez că noi nu avem studii muzicale sau alte cursuri… iar dacă am reușit să vă încântăm sufletele cu muzica noastră, pentru noi reprezintă sublimul.
```
Vă mulțumim !
```

Unele melodii le regăsiți pe canalul meu de Youtube:
https://www.youtube.com/channel/UCEh7SaRm6ABSBNcXwP0BGPg
câteva articole de presă:
.http://www.ziare.com/bacau/stiri-actualitate/mr-marcel-balan-comandantul-comenduirii-garnizoanei-bacau-militar-cu-suflet-de-artist-5220772
https://www.desteptarea.ro/premiile-desteptarea-2018-talal-hamad-mai-roman-decat-multi-romani/